# Bill Simmons
Pour les articles homonymes, voir Simmons.
Bill Simmons est un journaliste sportif américain. Il travaille pour ESPN de 2001 à 2015. Il est sous contrat depuis avec HBO. Son premier talk-show hebdomadaire, Any Given Wednesday, est annulé en novembre 2016, après 5 mois d'antenne. Bill Simmons a lancé un nouveau site en 2016, The Ringer, couvrant les domaines du sport, de la pop-culture et de la technologie.
Il a développé un style de journalisme devenu très populaire aux États-Unis, en mêlant des références culturelles et personnelles aux commentaires sportifs et en exprimant clairement sa préférence pour un joueur ou une équipe.
Il est originaire de Boston. Il supporte les 4 équipes des ligues professionnelles de sa ville: Red Sox de Boston, Celtics de Boston, Bruins de Boston, Patriots de la Nouvelle-Angleterre.

## Carrière
Bill Simmons a commencé sa carrière à la fin des années 1990, en créant le site internet BostonSportsGuy.com
Il est aujourd'hui devenu une référence aux États-Unis, ce qui lui a permis d'interviewer Barack Obama en 2012, en évoquant la ligue de basket américaine et des séries télévisées américaines .
Son ouvrage The Book of Basketball: The NBA According to The Sports Guy Paperback est reconnu comme l'un des meilleurs livres de basket-ball et a été numéro 1 par le New York Times.
Bill Simmons est également à l'origine des documentaires 30 for 30 sur ESPN et du site internet Grantland.
En mai 2015, le réseau ESPN, qui l'employait depuis 2001, congédie Bill Simmons. Une des raisons supposées de cette décision sont les critiquées répétées formulées par Simmons à l'endroit de Roger Goodell, le commissaire de la National Football League, liée à ESPN par un contrat valant 2 milliards de dollars. En automne 2014, Simmons est suspendu pour 3 semaines après avoir traité, sur son podcast The B.S. Report, Goodell de « menteur » (« liar ») dans une énergique tirade ponctuée de vulgarités. Simmons réagissait alors à la gestion par Goodell et la NFL du cas du joueur Ray Rice, coupable d'un incident de violence conjugale filmé par une caméra d'ascenseur. Quelques jours avant son congédiement, Simmons avait sur les ondes du Dan Patrick Show formulé de nouvelles critiques à l'endroit de Goodell, questionnant cette fois sa « fermeté testiculaire » dans le dossier du Deflategate, où des ballons de football ont été illégalement dégonflés par l'équipe des Patriots de la Nouvelle-Angleterre avec la complicité de leur vedette Tom Brady.